# Gunnar Ekdahl
Fritz Gunnar Adolv Ekdahl, född 4 december 1907 i Malmö, död 3 februari 1995 i Vellinge, var en svensk konstnär.
Han var son till köpman Robert  Ekdahl och Maria Sandberg samt från 1937 gift med Hildur Johnsson.
Ekdahl studerade vid Skånska målarskolan i Malmö 1931–1932 och i Köpenhamn 1933 samt under studieresor till bland annat Italien, Frankrike, Belgien  och Spanien. Han ställde ut separat ett flertal gånger på olika platser i Skåne och medverkade från 1939 i Skånes konstförenings utställningar. Hans konst består av stilleben, figursaker och landskap i olja, akvarell, pastell och gouache. Makarna Ekdahl är begravda på Vellinge Gamla kyrkogård.